# Eli Ruckenstein
Eli Ruckenstein (Botoşani, 13 de agosto de 1925) é um engenheiro romeno.
É professor da Universidade de Buffalo. desde 1973.